# Lionel Charbonnier
Lionel Charbonnier (25 d'octubre de 1966) és un exfutbolista francès.

## Selecció de França
Va formar part de l'equip francès a la Copa del Món de 1998.
És un futbolista francès retirat que va jugar com a porter. Després de retirar-se, es va convertir en entrenador de futbol i va entrenar l'Atjeh United de la Lliga Primer Indonèsia en la temporada abans de retirar-se juntament amb la seva lliga independent.
Va jugar per a l'equip AJ Auxerre que va guanyar el títol de la Ligue 1 i la Copa de França en la temporada 1995-96 sota la direcció de Guy Roux. Després d'onze temporades amb Auxerre de 1987 a 1998, es va unir al Rangers FC a Escòcia, on va guanyar els triples de Scottish PremierLeague, Scottish Cup i Scottish League Cup en la seva primera temporada, 1998-99. Van retenir la Lliga i la Copa en la seva segona temporada. Es va retirar en 2002 després d'una temporada amb Lausanne Sports de la Super League suïssa. Charbonnier va ser seleccionat 32 vegades per a l'equip nacional francès, però va obtenir la seva única gorra en 1997. Va ser membre de l'equip que va guanyar la Copa del Món de 1998 a casa, encara que no va jugar un partit.
També va entrenar la selecció sub-20 de Tahití, un territori francès d'ultramar, guanyant el campionat de la Confederació de Futbol d'Oceania en aquesta categoria d'edat. Charbonnier va qualificar a l'equip Sub-20 per a la Copa Mundial 2009 a Egipte, la primera vegada que una illa s'ha classificat en aquest nivell de competència. Al desembre de 2012 va ser nomenat director general de l'Associació de Futbol d'Indonèsia.